# Manukapua Island
Manukapua Island oder Big Sand Island ist eine Insel in der Region Auckland auf der Nordinsel Neuseelands. Sie befindet sich östlich der Einfahrt in den Kaipara Harbour. Der nächstgelegene Ort ist das etwa 6 km entfernte Tapora in Osten und Pouto im Westen, das sich nördlich der Zufahrt zum Hafen befindet.
Sie ist etwa 4 km lang, bis zu 1 km breit und 2,5 km² groß.  